# Incendio de la discoteca The Station
El incendio del club nocturno Station ocurrió la noche del 20 de febrero de 2003 en West Warwick, Rhode Island, Estados Unidos, y mató a 100 personas e hirió a 230. El incendio fue causado por pirotecnia provocada por el director de la gira de la banda principal de la noche, Great White, que encendió espuma acústica inflamable en las paredes y techos que rodean el escenario. El incendio alcanzó la descarga disruptiva en un minuto, provocando que todos los materiales combustibles se quemen. El humo negro intenso envolvió al club en dos minutos. Las imágenes de video del incendio muestran su encendido, crecimiento rápido, el humo ondulante que rápidamente hizo imposible el escape y bloqueó la salida que dificultó aún más la evacuación.
El humo tóxico, el calor y la carrera humana resultante hacia la salida principal mató a 100; 230 resultaron heridos y otros 132 escaparon ilesos. Muchos de los sobrevivientes desarrollaron un trastorno de estrés postraumático después del evento. Este incendio fue el cuarto más mortífero en un club nocturno en la historia de los EE. UU. Y el segundo más mortífero en Nueva Inglaterra, superado por el incendio de Cocoanut Grove en 1942, que resultó en 492 muertes.

## El incendio
El fuego comenzó apenas unos segundos después de la canción de apertura de la banda, su éxito de Billboard Mainstream Rock de 1991, "Desert Moon", cuando la pirotecnia del tour manager Daniel Biechele encendió espuma acústica inflamable en ambos lados y en el centro superior de la alcoba del baterista en la parte posterior del escenario. La pirotecnia eran los gerbs, dispositivos cilíndricos que producen un chorro controlado de chispas. Biechele usó cuatro gerbs para rociar chispas de 4,6 m (15 pies) durante quince segundos. Dos gerbs estaban en ángulos de 45 grados, con los dos del medio apuntando hacia arriba. Los gerbs flanqueantes se convirtieron en la principal causa del incendio.
La espuma acústica se instaló en dos capas, con espuma de uretano altamente inflamable sobre la espuma de polietileno, siendo esta última difícil de encender pero liberando mucho más calor una vez que se enciende con el uretano menos denso. La espuma de poliuretano al arder desarrolla instantáneamente un humo oscuro y opaco junto con monóxido de carbono mortal y gas cianuro de hidrógeno. Inhalar este humo sólo 2 o 3 veces provocaría una rápida pérdida del conocimiento y, finalmente, la muerte por asfixia interna.
Inicialmente se pensó que las llamas eran parte del acto (el video musical de la canción muestra claramente llamas ardiendo alrededor de los músicos); solo cuando el fuego alcanzó el techo y el humo comenzó a descender, la gente se dio cuenta de que no estaba controlado. Veinte segundos después de que terminó la pirotecnia, la banda dejó de tocar y el vocalista principal Jack Russell tranquilamente comentó en el micrófono: "Wow ... eso no es bueno". En menos de un minuto, todo el escenario se vio envuelto en llamas, con la mayoría de los miembros de la banda y el séquito huyendo hacia la salida oeste del escenario. Para entonces, la alarma contra incendios de la discoteca se había activado y, aunque había cuatro salidas posibles, la mayoría de las personas se dirigieron a la puerta principal por la que habían entrado. La aglomeración de la multitud resultante en el pasillo estrecho que conduce a esa salida bloqueó rápidamente la salida por completo y resultó en numerosas muertes y lesiones entre los clientes y el personal. Asistieron un total de 462 personas, a pesar de que la capacidad con licencia oficial del club era de 404. Cien murieron y aproximadamente la mitad de los sobrevivientes resultaron heridos, ya sea por quemaduras, inhalación de humo, trauma térmico o aplastamiento.
Entre los que murieron en el incendio se encontraban el guitarrista principal de Great White, Ty Longley, y el maestro de ceremonias del programa, WHJY DJ Mike "The Doctor" Gonsalves. Hay razones para creer que Longley y Gonsalves intentaron rescatar el equipo durante la etapa inicial del incendio y perdieron un tiempo valioso para escapar antes de que el humo denso y tóxico hiciera casi imposible respirar con visibilidad cero. Se cree que Longley inicialmente logró salir del edificio, pero luego volvió a entrar en un intento por rescatar su guitarra. Además, varios sobrevivientes declararon más tarde que un portero detuvo a las personas que intentaban escapar por la salida del escenario, indicando que la puerta era "solo para la banda".

## Investigación
En los días posteriores al incendio, se realizaron esfuerzos considerables para asignar y evitar culpas por parte de la banda, los dueños de la discoteca, los fabricantes y distribuidores del material de espuma y pirotecnia, y los promotores de conciertos. A través de abogados, los dueños del club dijeron que no le dieron permiso a la banda para usar pirotecnia. Los miembros de la banda afirmaron que tenían permiso.
Una investigación del Instituto Nacional de Estándares y Tecnología (NIST) del incendio bajo la autoridad de la Ley del Equipo Nacional de Seguridad en la Construcción, utilizando simulaciones por computadora con FDS y una maqueta del área del escenario y la pista de baile, concluyó que un sistema de rociadores contra incendios habría contenido el fuego el tiempo suficiente para que todos tengan tiempo de salir de manera segura. Sin embargo, debido a la antigüedad del edificio (construido en 1946) y el tamaño (4484 pies cuadrados [417 m²]), muchos Creían que The Station estaba exenta de los requisitos del sistema de rociadores. De hecho, el edificio había sufrido un cambio de ocupación cuando se convirtió de restaurante a discoteca. Este cambio disolvió su exención de la ley, un hecho que los inspectores de incendios de West Warwick nunca notaron. En la noche en cuestión, se requería legalmente que The Station tuviera un sistema de rociadores, pero no lo tenía; la indignación por el evento ha provocado pedidos de una Ley nacional de incentivos para rociadores contra incendios, pero esos esfuerzos hasta ahora se han estancado.
El 9 de diciembre de 2003, los hermanos Jeffrey A. y Michael A. Derderian, los dos propietarios del club nocturno The Station, y Daniel M. Biechele, el gerente de la carretera de Great White en el momento del incendio, fueron acusados cada uno de 200 cargos de homicidio involuntario. —Dos por muerte, porque fueron acusados bajo dos teorías separadas del crimen: homicidio por negligencia criminal (resultado de un acto legal en el que el acusado ignora los riesgos para los demás y alguien muere) y homicidio menor (resultado de un delito menor que causa una muerte). Los hermanos se declararon inocentes de los cargos, mientras que Biechele se declaró culpable. Los Derderianos también fueron multados con $ 1.07 millones por no tener seguro de compensación laboral para sus empleados, cuatro de los cuales murieron en el incendio.

## Conmemoraciones
Miles de dolientes asistieron a un servicio conmemorativo en la Iglesia St. Gregory the Great en Warwick el 24 de febrero de 2003, para recordar a los perdidos en el incendio. Cinco meses después del incendio, Great White comenzó una gira benéfica, rezando una oración al comienzo de cada concierto por los amigos y familiares afectados por el incidente y dando una parte de las ganancias al Station Family Fund. En 2003, y nuevamente en 2005, la banda declaró que no habían interpretado la canción "Desert Moon" desde la tragedia. "No creo que pueda volver a cantar esa canción", dijo Russell, mientras que el guitarrista Mark Kendall declaró: "No hemos tocado esa canción. Cosas que nos traen recuerdos de esa noche de las que tratamos de alejarnos. Y esa canción nos recuerda esa noche. No la hemos tocado desde entonces y probablemente nunca lo haremos ". Sin embargo, para el 18 de agosto de 2007, la banda había reanudado la interpretación de la canción.
Dos años después del incendio, los miembros de la banda Russell y Kendall, junto con el abogado de Great White, Ed McPherson, aparecieron en Larry King Live de CNN con tres sobrevivientes del incendio y el padre de Longley, para discutir cómo habían cambiado sus vidas desde entonces. el incidente. El 16 de enero de 2013, Jack Russell programó un espectáculo benéfico en febrero de 2013, en conmemoración del décimo aniversario del incendio, y anunció que todas las ganancias se destinarían a la Station Fire Memorial Foundation. Al enterarse del hecho, la Fundación solicitó que se eliminara su nombre, manifestando la animosidad que aún sienten muchos de los sobrevivientes y familias sobrevivientes. La gerencia de Jack Russell ha declarado que el programa cambiaría de nombre y que las ganancias se destinarían a otra organización benéfica.
Se despejó el lugar del incendio y se colocaron una multitud de cruces como memoriales, dejadas por los seres queridos de los fallecidos. El 20 de mayo de 2003, los servicios no confesionales comenzaron a realizarse en el lugar del incendio durante varios meses. El acceso permanece abierto al público y los servicios conmemorativos se llevan a cabo cada 20 de febrero. Se erigió un monumento permanente en el lugar del incendio y se denominó Station Fire Memorial Park. En agosto de 2016, se informó que el sitio se estaba utilizando como PokeStop en Pokémon Go, para provocar el alboroto de las familias de las víctimas.
En junio de 2003, se formó la Station Fire Memorial Foundation (SFMF) con el propósito de comprar la propiedad, construir y mantener un monumento. En septiembre de 2012, el propietario del terreno, Ray Villanova, donó el sitio a la SFMF. En abril de 2016, se habían alcanzado 1,65 millones de dólares de la meta de recaudación de fondos de 2 millones de dólares y se había iniciado la construcción del parque Station Fire Memorial. La ceremonia de dedicación conmemorativa tuvo lugar el 21 de mayo de 2017.